# Olivier Schwartz (virologue)
Pour les articles homonymes, voir Olivier Schwartz et Schwartz.
Olivier Schwartz est un virologue français, directeur de l’Unité Virus et immunité de l’institut Pasteur,.